# Heribert II de Vermandois
Heribert o Herbert II (~880 - 23 de febrer del 943) va ser comte de Vermandois, de Soissons i de Meaux a la mort del seu pare Heribert I sobrevinguda entre 900 i 907. Abans de 907, Heribert II s'havia casat amb Adela de França, filla de Robert, marquès de Nèustria i futur rei de França sota el nom de Robert I. D'aquesta unió van néixer:
- Eudes (vers 915 -després de 946), comte d'Amiens ;
- Adela († 960), casada el 934 amb Arnold I de Flandes (890 -964), comte de Flandes;
- Hug (920 -962), comte i bisbe de Reims ;
- Luitgarda de Vermandois, casada vers 937 amb Guillem Llarga Espasa († 942), duc de Normandia, i després cap a 943 amb Teobald el Trampós (? 975), comte de Blois;
- Heribert III dit el Vell (vers 927 † 982), comte d'Omois ;
- Robert (vers 932 † després de 966), comte de Meaux i de Troyes ;
- Adalbert o Albert I (~934 -987), comte de Vermandois.

Havent heretat els béns del seu pare, va augmentar la seva potència territorial cap al Vexin i la Xampanya suposadament pel seu matrimoni amb la comtessa Adela de Meaux (filla de Robert, marquès de Nèustria (888-922) després rei de França), sent esmentat també el 918 com a comte al Mazerais. El 922 va combatre al costat del bisbe Seulf de Reims contra els seus vassalls revoltats, i va participar en la revolta dels grans del regne contra el rei de França Occidental Carles el Simple que va capturar a traïció el 923 a Chateau-Thierry al que després va portar a Péronne. El va guardar presoner, i se'n va servir com a mitjà de pressió enfront del rei Raül i el 925, al morir el bisbe Seulf, va obtenir d'aquest rei el bisbat de Reims, amb un gran patrimoni, pel seu segon fill Hug, de només 5 anys. El 926 es va apoderar d'Amiens i al morir el comte Roger I de Laon, va demanar el comtat pel seu fill gran, i tot i l'oposició del rei, el va ocupar per la força, i finalment Raül va haver de transigir per evitar que Heribert II no alliberés al rei Carles III (928); a Laon va construir una ciutadella (castell Gaillot). El 930 va ocupar el castell de Vitry al Perthois que pertanyia a Bosó, germà del rei Raül i aquest va reunir llavors un exèrcit amb ajut d'Hug el Gran, marqués de Nèustria i el 931 van conquerir Reims on van instal·lar un nou bisbe en la persona de Artaud; després les forces del rei van reconquerir Vitry i Laon i van entrar a Chateau-Thierry i Soissons; Heribert encara va conservar la ciutadella de Laon (fins al 938). Llavors el comte es va acostar al rei de Germània Enric l'Ocellaire (931), però finalment es va sotmetre al rei de França occidental el 935 i, amb la mediació del rei Enric de Germània, fou reposat en tots els seus dominis excepte Laon i Reims. El rei Lluís IV d'ultramar va donar el 941 el comtat de Laon a Roger II, fill del comte Roger I, i això va provocar una nova revolta d'Heribert II, aliat als ducs de Nèustria i de Normandia, Hug el gran i Guillem Llarga Espasa; Heribert va entrar a Reims i va restaurar al seu fill Hug com a bisbe, i el bisbe Artaud (o Artald) va ser fet presoner; la mediació d'Otó I del Sacre Imperi Romano-Germànic va portar a una transacció (Tractat de Visé, prop de Lieja, el 942)
Segons Raoul Glaber. i també Dom Le Long que esmenta com a font una memòria local, hauria estat penjat per ordre de Lluís IV d'Ultramar el 23 de febrer del 943. Després de la seva mort i per tal de posar fi a la potència de Vermandois, els seus béns foren repartits entre els seus diferents fills pel seu cunyat, Hug el Gran.

## Font
- Christian Settipani, La Préhistoire des Capétiens (Nouvelle histoire généalogique de l'auguste maison de France, vol. 1), ed. Patrick van Kerrebrouck, 1993 ISBN 2-9501509-3-4